# Eero Heinonen (basist)
Eero Aleksi Heinonen, född 27 november 1979 i Helsingfors, är basist i den finländska rockgruppen The Rasmus.
Heinonen var med och grundade The Rasmus under 1994. Mellan 1999 och 2004 spelade han även i jazzgruppen Korpi Ensemble och under 2003 bildade han sitt eget band Hay & Stone tillsammans med gitarristen Petri Kivimäki och trummisen Hannu Risku. Deras musik var till skillnad från The Rasmus melankoliska poprock mer influerad av folkrock och psykedelisk rock. Med Hay & Stone släppte han i september 2006 albumet Making Waves, dock utan några större framgångar.
Under The Rasmus tidigare karriär var han och Pauli Rantasalmi bakgrundssångare på de inspelade skivorna. Numera sjunger han endast när bandet uppträder live. En viktig inspirationskälla under The Rasmus tidigare år var basisten Flea från Red Hot Chili Peppers, vilket hörs tydligt på låtarna "Shame" och "P.S." där han spelar så kallad "slap-bas". Till övriga influenser hör Nirvana, Muse, Jimi Hendrix, Paul Simon och Cream. Vid sidan av musiken har Heinonen även ett stort intresse för meditation, i synnerhet Sahaja Yoga. Heninoen är numera nykterist.

## Privatliv
Heinonen är gift och har två döttrar; hans fru kommer från Indien. Han har även två bröder och en syster.

## Diskografi
Album med The Rasmus
- 1996 - Peep
- 1997 - Playboys
- 1998 - Hellofatester
- 2001 - Into
- 2003 - Dead Letters
- 2005 - Hide from the Sun
- 2008 - Black Roses
- 2012 - The Rasmus

Album med Korpi Ensemble
- 2001 - Korpi Ensemble (EP)
- 2004 - Puu

Album med Hay & Stone
- 2006 - Making Waves